# Романюк, Казимеж
Кази́меж Романю́к (пол. Kazimierz Romaniuk; 21 августа 1927, Hołowienki, Мазовецкое воеводство — 25 февраля 2025, Варшава) — польский прелат Римской католической церкви, епископ Варшавы-Праги (1992—2004).

## Биография
Романюк родился 21 августа 1927 года в Холовенках.
Во время оккупации Польши в годы Второй мировой войны он учился в средней школе в Варшаве, которую окончил в 1944 году. Он принимал участие в Варшавском восстании в том же году, а после того, как оно провалилось, был интернирован в лагерь в Прушкове, из которого в дальнейшем бежал. К концу оккупации он всё ещё скрывался и получил образование в Школе гуманитарных наук, а затем учился в Институте Адама Мицкевича в Варшаве.
С 1946 по 1951 год Романюк изучал философию и теологию на богословском факультете Варшавского университета и получил степень магистра. В то же время он получил священническое образование в Главной столичной семинарии в Варшаве. Он был рукоположен в иподьяконы 21 октября 1951 года вспомогательным епископом Варшавы Зигмунтом Хороманьским, а 11 ноября 1951 года был рукоположен в сан диакона Вацлавом Маевским, вспомогательным епископом Варшавы. Его рукоположение в священники состоялось 16 декабря 1951 года в церкви Чистейшего сердца Марии в Варшаве архиепископом Стефаном Вышиньским. В 1953 году он получил докторскую степень на богословском факультете Варшавского университета в области богословских наук на основе своей диссертации о святом Иерониме и Руфине Аквилейском.
С 1956 по 1958 год он продолжил обучение в Папском библейском институте в Риме, получив степень бакалавра в области библеистики, а с 1959 года — в Библейской школе в Иерусалиме до 1961 года. В 1969 году он получил звание профессора, а в 1971 году — профессора библейских наук.

## Епископство
20 февраля 1982 года Папа Иоанн Павел II назначил Романюка вспомогательным епископом архиепархии Варшавы и титулярным епископом Эль-Кефа. Он был рукоположен в сан епископа 4 марта 1982 года в храме Костёл Святого Иоанна Крестителя в Варшаве. Хиротонию совершил архиепископ Юзеф Глемп в сопровождении кардинала Франтишека Махарского. С 1982 по 1992 год Романюк занимал должность викария архиепархии, а затем занимал должность председателя департамента общего управления и финансовых вопросов в столичной курии.
25 марта 1992 года, в результате реорганизации административного деления в польской церкви, папа Иоанн Павел II перенёс должность епископа Романюка в восстановленную епархию Варшавы-Праги. В 1998—2000 годах он проводил епархиальный синод. 26 августа Иоанн Павел II принял его отставку с поста епископа Варшавы-Праги.
В дальнейшем Романюк был членом католического научного комитета и семинарий. Он также был председателем подкомитета по Священным Писаниям. В 1965 году он стал членом епископального представительства Всемирной федерации библейского апостольства, в которой он с 1971 по 1977 год служил членом правления.
Скончался 25 февраля 2025 года в Военно-медицинском институте в Варшаве в возрасте 97 лет.